# Jesper Hansen (fodboldspiller, født 1983)
 Der er flere personer med dette navn, se Jesper Hansen.
Jesper Hansen (født 15. april 1983) er en dansk tidligere fodboldspiller, hvis primære position var  på midtbanen og i det offensive spil.

## Karriere
Som ungdomsspiller har han været forbi Glejbjerg SF og Agerbæk SF og efterfølgende i Esbjerg fB, hvor han nåede at spille i både Juniorligaen og Ynglingeligaen, inden han rykkede ud for 2. divisionsklubben Varde IF. 
I sommeren 2006 skiftede han til 1. divisionsklubben Fremad Amager, hvor han havde kontraktstatus som amatør. Han spillede det meste af efteråret 2006 på klubbens 2. hold, men trænede sammen med 1. holdet, da han fik sin debutkamp på klubbens førstehold i efterårets sidste kamp den 12. november 2006 på udebane mod SønderjyskE.
I sommeren 2007 skiftede han til Hvidovre IF, hvor han dog kun med i truppen en enkelt gang og ikke kom på banen.